# 道の駅香春
道の駅香春（みちのえき かわら）は、福岡県田川郡香春町にある国道201号の道の駅である。

## 歴史
- 2009年（平成21年）10月25日 - 開業。

## 施設
- 駐車場
  - 普通車：75台
  - 大型車：26台
  - 身障者用：2台
- トイレ（いずれも24時間利用可能）
  - 男：13器
  - 女：9器
  - 身障者用：2器
- 物産館 「わぎえの里」
- 特産品販売コーナー
- コンビニエンスストア「ファミリーマート」（24時間営業）
- 情報コーナー（24時間利用可能）
- 飲食コーナー

## アクセス
- 国道201号 - 登録路線
  - 国道322号

## 周辺
- 田川市石炭・歴史博物館
- 呉ダム
- 鏡山神社